# Kościół Matki Bożej Częstochowskiej w Karwowie
Kościół Matki Bożej Częstochowskiej w Karwowie – katolicki kościół filialny zlokalizowany we wsi Karwowo w gminie Łobez, w powiecie łobeskim (województwo zachodniopomorskie). Należy do parafii Najświętszego Serca Jezusowego w Łobzie.

## Historia i architektura
Murowany w konstrukcji ryglowej kościół został zbudowany w 1777 roku. Jest budowlą salową, bezwieżową, sytuowaną na rzucie prostokąta. Od wschodu zakończony jest trójbocznym prezbiterium. Nakryty jest dwuspadowym ceramicznym dachem, nad prezbiterium trójspadowym. Portal wejściowy umieszczony jest w ścianie zachodniej. Flankują go dwa prostokątne okna, w pozostałych ścianach okna mają formę ostrołukową. Obok kościoła znajduje się wolnostojąca dzwonnica z XVI-wiecznym dzwonem.
Wnętrze nakrywa drewniany, belkowany strop. Nad wejściem znajduje się balustrada chórowa. Z wyposażenia zachowały się dwa lichtarze z 1617 roku, XVII-wieczny świecznik i XIX-wieczny krucyfiks.
Po II wojnie światowej kościół został konsekrowany jako świątynia katolicka w 1946 roku.